# Соланас (Каљари)
Соланас је насеље у Италији у округу Каљари, региону Сардинија.
Према процени из 2011. у насељу је живело 303 становника. Насеље се налази на надморској висини од 10 м.